# Seznam vítězek ženské čtyřhry na US Open
Seznam vítězek ženské čtyřhry na US Open je chronologickým přehledem vítězek a finalistek této kategorie na US Open od roku 1889 do současnosti.

## Přehled vítězek a finalistek 1889 –současnost
| Rok  | Vítězky                                                  |     | Finalistky                                       | Výsledek                |
| 2023 | Gabriela Dabrowská a Erin Routliffeová                   | –   | Laura Siegemundová a Věra Zvonarevová            | 7–6, 6–3                |
| 2022 | Barbora Krejčíková a Kateřina Siniaková                  | –   | Caty McNallyová a Taylor Townsendová             | 3–6, 7–5, 6–1           |
| 2021 | Samantha Stosurová a Čang Šuaj                           | –   | Coco Gauffová a Caty McNallyová                  | 6–3, 3–6, 6–3           |
| 2020 | Laura Siegemundová a Věra Zvonarevová                    | –   | Nicole Melicharová-Martinezová a Sü I-fan        | 6–4, 6–4                |
| 2019 | Elise Mertensová a Aryna Sabalenková                     | –   | Ashleigh Bartyová a Viktoria Azarenková          | 7–5, 7–5                |
| 2018 | Ashleigh Bartyová a Coco Vandewegheová                   | –   | Tímea Babosová a Kristina Mladenovicová          | 3–6, 7–6(7–2), 7–6(8–6) |
| 2017 | Čan Jung-žan a Martina Hingisová                         | –   | Lucie Hradecká a Kateřina Siniaková              | 6–3, 6–2                |
| 2016 | Bethanie Matteková-Sandsová a Lucie Šafářová             | –   | Caroline Garciaová a Kristina Mladenovicová      | 2–6, 7–6(7–5), 6–4      |
| 2015 | Martina Hingisová a Sania Mirzaová                       | –   | Casey Dellacquová a Jaroslava Švedovová          | 6-3, 6-3                |
| 2014 | Jekatěrina Makarovová a Jelena Vesninová                 | –   | Martina Hingisová a Flavia Pennettaová           | 2-6, 6-3, 6-2           |
| 2013 | Andrea Hlaváčková a Lucie Hradecká                       | –   | Ashleigh Bartyová a Casey Dellacquová            | 6-7 (4-7), 6-1, 6-4     |
| 2012 | Sara Erraniová a Roberta Vinciová                        | –   | Andrea Hlaváčková a Lucie Hradecká               | 6-4, 6-2                |
| 2011 | Liezel Huberová a Lisa Raymondová                        | –   | Jaroslava Švedovová a Vania Kingová              | 4–6, 7–6(5), 7–6(3)     |
| 2010 | Vania Kingová a Jaroslava Švedovová                      | –   | Liezel Huberová a Naděžda Petrovová              | 2-6, 6-4, 7-6           |
| 2009 | Serena Williamsová a Venus Williamsová                   | –   | Cara Blacková a Liezel Huberová                  | 6-2, 6-2                |
| 2008 | Cara Blacková a Liezel Huberová                          | –   | Lisa Raymondová a Samantha Stosurová             | 6-3 7-6                 |
| 2007 | Nathalie Dechyová a Dinara Safinová                      | –   | Čan Jung-žan a Čuang Ťia-žung                    | 6-4 6-2                 |
| 2006 | Nathalie Dechyová a Věra Zvonarevová                     | –   | Dinara Safinová a Katarina Srebotniková          | 7-6 7-5                 |
| 2005 | Lisa Raymondová a Samantha Stosurová                     | –   | Jelena Dementěvová a Flavia Pennettaová          | 6-2 5-7 6-3             |
| 2004 | Virginia Ruanová Pascualová a Paola Suárezová            | –   | Světlana Kuzněcovová a Jelena Lichovcevová       | 6-4 7-5                 |
| 2004 | Virginia Ruanová Pascualová a Paola Suárezová            | –   | Světlana Kuzněcovová a Martina Navrátilová       | 6-2 6-3                 |
| 2002 | Virginia Ruanová Pascualová a Paola Suárezová            | –   | Jelena Dementěvová a Janette Husárová            | 6-2 6-1                 |
| 2001 | Rennae Stubbsová a Lisa Raymondová                       | –   | Kimberly Po-Messerli a Nathalie Tauziatová       | 6-2 5-7 7-5             |
| 2000 | Julie Halardová-Decugisová a Ai Sugijamová               | –   | Cara Blacková a Jelena Lichovcevová              | 6-0 1-6 6-1             |
| 1999 | Serena Williamsová a Venus Williamsová                   | –   | Chanda Rubin a Sandrine Testudová                | 4-6 6-1 6-4             |
| 1998 | Martina Hingisová a Jana Novotná                         | –   | Lindsay Davenportová a Nataša Zverevová          | 6-3 6-3                 |
| 1997 | Jana Novotná a Lindsay Davenportová                      | –   | Mary Joe Fernandezová a Nataša Zverevová         | 6-3 6-4                 |
| 1996 | Nataša Zverevová a Gigi Fernándezová                     | –   | Jana Novotná a Arantxa Sánchezová Vicariová      | 1-6 6-1 6-4             |
| 1995 | Gigi Fernándezová a Nataša Zverevová                     | –   | Brenda Schultz McCarthy a Rennae Stubbsová       | 7-5 6-3                 |
| 1994 | Arantxa Sánchezová Vicariová a Jana Novotná              | –   | Katerina Malejevová a Robin White                | 6-3 6-3                 |
| 1993 | Arantxa Sánchezová Vicariová a Helena Suková             | –   | Amanda Coetzer a Ines Gorrochategui              | 6-4 6-2                 |
| 1992 | Gigi Fernándezová a Nataša Zverevová                     | –   | Jana Novotná a Larisa Savčenková                 | 7-6 6-1                 |
| 1991 | Pam Shriverová a Nataša Zverevová                        | –   | Jana Novotná a Larisa Savčenková                 | 6-4 4-6 7-6             |
| 1990 | Gigi Fernándezová a Martina Navrátilová                  | –   | Jana Novotná a Helena Suková                     | 6-2 6-4                 |
| 1989 | Hana Mandlíková a Martina Navrátilová                    | –   | Mary Joe Fernandezová a Pam Shriverová           | 5-7 6-4 6-4             |
| 1988 | Gigi Fernándezová a Robin White                          | –   | Patty Fendick a Jill Hetherington                | 6-4 6-1                 |
| 1987 | Martina Navrátilová a Pam Shriverová                     | –   | Kathy Jordanová a Elizabeth Smylieová            | 5-7 6-4 6-2             |
| 1986 | Martina Navrátilová a Pam Shriverová                     | –   | Hana Mandlíková a Wendy Turnbullová              | 6-4 3-6 6-3             |
| 1985 | Claudia Kohdeová-Kilschová a Helena Suková               | –   | Martina Navrátilová a Pam Shriverová             | 6-7 6-2 6-3             |
| 1984 | Pam Shriverová a Martina Navrátilová                     | –   | Anne Hobbs a Wendy Turnbullová                   | 6-2 6-4                 |
| 1983 | Pam Shriverová a Martina Navrátilová                     | –   | Rosalyn Fairbank a Candy Reynolds                | 6-7 6-1 6-3             |
| 1982 | Rosie Casalsová a Wendy Turnbullová                      | –   | Sharon Walshová a Barbara Potter                 | 6-4 6-4                 |
| 1981 | Anne Smithová a Kathy Jordanová                          | –   | Rosie Casalsová a Wendy Turnbullová              | 6-3 6-3                 |
| 1980 | Billie Jean Kingová a Martina Navrátilová                | –   | Pam Shriverová a Betty Stöveová                  | 7-5 7-5                 |
| 1979 | Betty Stöveová a Wendy Turnbullová                       | –   | Billie Jean Kingová a Martina Navrátilová        | 7-5 6-3                 |
| 1978 | Billie Jean Kingová a Martina Navrátilová                | –   | Kerry M. Reid a Wendy Turnbullová                | 7-6 6-4                 |
| 1977 | Martina Navrátilová a Betty Stöveová                     | –   | Renee Richards a Bettyann Stuart                 | 6-1 7-6                 |
| 1976 | Delina Boshoff a Ilana Kloss                             | –   | Olga Morozovová a Virginia Wadeová               | 6-1 6-4                 |
| 1975 | Margaret Courtová a Virginia Wadeová                     | – ' | Billie Jean Kingová a Rosie Casalsová            | 7-5 2-6 7-5             |
| 1974 | Rosie Casalsová a Billie Jean Kingová                    | –   | Françoise Dürrová a Betty Stöveová               | 7-6 6-7 6-4             |
| 1973 | Margaret Courtová a Virginia Wadeová                     | –   | Billie Jean Kingová a Rosie Casalsová            | 3-6 6-3 7-5             |
| 1972 | Françoise Dürrová a Betty Stöveová                       | –   | Margaret Courtová a Virginia Wadeová             | 6-3 1-6 6-3             |
| 1971 | Rosie Casalsová a Judy Tegartová Daltonová               | –   | Gail Chanfreau a Françoise Dürrová               | 6-3 6-3                 |
| 1970 | Margaret Courtová a Judy Tegartová Daltonová             | –   | Rosie Casalsová a Virginia Wadeová               | 6-3 6-4                 |
| 1969 | Françoise Dürrová a Darlene Hardová                      | –   | Margaret Courtová a Virginia Wadeová             | 0-6 6-4 6-4             |
| 1968 | Maria Buenová a Margaret Courtová                        | –   | Billie Jean Kingová a Rosie Casalsová            | 4-6 9-7 8-6             |
| 1967 | Rosie Casalsová a Billie Jean Kingová                    | –   | Mary Ann Eisel a Donna Floyd Fales               | 4-6 6-3 6-4             |
| 1966 | Maria Buenová a Nancy Richeyová                          | –   | Billie Jean Moffitt a Rosie Casalsová            | 6-3 6-4                 |
| 1965 | Carole Caldwell Graebner a Nancy Richeyová               | –   | Billie Jean Moffitt a Karen H. Susman            | 6-4 6-4                 |
| 1964 | Billie Jean Moffitt a Karen Susmanová                    | –   | Margaret Courtová a Lesley Turnerová Bowreyová   | 3-6 6-2 6-4             |
| 1963 | Robyn Ebbern a Margaret Courtová                         | –   | Darlene Hardová a Maria Buenová                  | 4-6 10-8 6-3            |
| 1962 | Darlene Hardová a Maria Buenová                          | –   | Karen Susmanová a Billie Jean Moffitt            | 4-6 6-3 6-2             |
| 1961 | Darlene Hardová a Lesley Turnerová Bowreyová             | –   | Edda Buding a Yola Ramirez                       | 6-4 5-7 6-0             |
| 1960 | Maria Buenová a Darlene Hardová                          | –   | Ann Haydonová a Deidre Catt                      | 6-1 6-1                 |
| 1959 | Jeanne Arth a Darlene Hardová                            | –   | Althea Gibsonová a Sally Moore                   | 6-2 6-3                 |
| 1958 | Jeanne Arth a Darlene Hardová                            | –   | Althea Gibsonová a Maria Buenová                 | 2-6 6-3 6-4             |
| 1957 | Louise Broughová a Margaret Osborneová duPontová         | –   | Althea Gibsonová a Darlene Hardová               | 6-2 7-5                 |
| 1956 | Louise Broughová a Margaret Osborneová duPontová         | –   | Betty Pratt a Shirley Fryová                     | 6-3 6-0                 |
| 1955 | Louise Broughová a Margaret Osborneová duPontová         | –   | Doris Hartová a Shirley Fryová                   | 6-3 1-6 6-3             |
| 1954 | Shirley Fryová a Doris Hartová                           | –   | Louise Broughová a Margaret Osborneová duPontová | 6-4 6-4                 |
| 1953 | Shirley Fryová a Doris Hartová                           | –   | Louise Broughová a Margaret Osborneová duPontová | 6-2 7-9 9-7             |
| 1952 | Shirley Fryová a Doris Hartová                           | –   | Louise Broughová a Maureen Connollyová           | 10-8 6-4                |
| 1951 | Shirley Fryová a Doris Hartová                           | –   | Nancy Chaffee a Patricia Canningová Toddová      | 6-4 6-2                 |
| 1950 | Louise Broughová a Margaret Osborneová duPontová         | –   | Shirley Fryová a Doris Hartová                   | 6-2 6-3                 |
| 1949 | Louise Broughová a Margaret Osborneová duPontová         | –   | Shirley Fryová a Doris Hartová                   | 6-4 10-8                |
| 1948 | Louise Broughová a Margaret Osborneová duPontová         | –   | Patricia Canningová Toddová a Doris Hartová      | 6-4 8-10 6-1            |
| 1947 | Louise Broughová a Margaret Osborneová duPontová         | –   | Patricia Canningová Toddová a Doris Hartová      | 5-7 6-3 7-5             |
| 1946 | Louise Broughová a Margaret Osborneová duPontová         | –   | Patricia Canningová Toddová a Mary Prentiss      | 6-1 6-3                 |
| 1945 | Louise Broughová a Margaret Osborneová duPontová         | –   | Pauline Betzová a Doris Hartová                  | 6-3 6-3                 |
| 1944 | Louise Broughová a Margaret Osborneová duPontová         | –   | Pauline Betzová a Doris Hartová                  | 4-6 6-4 6-3             |
| 1943 | Louise Broughová a Margaret Osborneová duPontová         | –   | Patricia Canningová Toddová a Mary Prentiss      | 6-1 6-3                 |
| 1942 | Louise Broughová a Margaret Osborneová duPontová         | –   | Pauline Betzová a Doris Hartová                  | 2-6 7-5 6-0             |
| 1941 | Sarah Palfreyová a Margaret Osborneová duPontová         | –   | Dorothy Bundy a Pauline Betzová                  | 3-6 6-1 6-4             |
| 1940 | Sarah Palfreyová a Alice Marbleová                       | –   | Dorothy Bundy a Marjorie Van Ryn                 | 6-4 6-3                 |
| 1939 | Sarah Palfreyová a Alice Marbleová                       | –   | Kay Stammers a Freda Hammersley                  | 7-5 8-6                 |
| 1938 | Sarah Palfreyová a Alice Marbleová                       | –   | Simonne Mathieuová a Jadwiga Jędrzejowská        | 6-8 6-4 6-3             |
| 1937 | Sarah Palfreyová a Alice Marbleová                       | –   | Marjorie Van Ryn a Carolin Babcock               | 7-5 6-4                 |
| 1936 | Marjorie Gladman Van Ryn a Carolin Babcock               | –   | Helen Jacobsová a Sarah Palfreyová               | 9-7 2-6 6-4             |
| 1935 | Helen Jacobsová a Sarah Palfreyová                       | –   | Carolin Babcock a Dorothy Andrus                 | 6-4 6-2                 |
| 1934 | Helen Jacobsová a Sarah Palfreyová                       | –   | Carolin Babcock a Dorothy Andrus                 | 4-6 6-3 6-4             |
| 1933 | Betty Nuthall a Freda James                              | –   | Helen Willsová Moodyová a Elizabeth Ryanová      | Forfait                 |
| 1932 | Helen Jacobsová a Sarah Palfreyová                       | –   | Edith Cross a Anna McCune Harper                 | 3-6 6-3 7-5             |
| 1931 | Betty Nuthall a Eileen Bennett Whittingstall             | –   | Helen Jacobsová a Dorothy Round                  | 6-2 6-4                 |
| 1930 | Betty Nuthall a Sarah Palfreyová                         | –   | Edith Cross a Anna McCune Harper                 | 3-6 6-3 7-5             |
| 1929 | Phoebe Holcroft Watson a Peggy Mitchell                  | –   | Phyllis Covel a D. C. Shepherd Barron            | 2-6 6-3 6-4             |
| 1928 | Hazel Hotchkissová Wightmanová a Helen Willsová Moodyová | –   | Edith Cross a Anna McCune Harper                 | 6-2 6-2                 |
| 1927 | Kitty McKane Godfree a Ermyntrude Harvey                 | –   | Betty Nuthall a Joan Fry                         | 6-1 4-6 6-4             |
| 1926 | Elizabeth Ryanová a Eleanor Goss                         | –   | Mary Browne a Charlotte Chapin                   | 3-6 6-4 12-10           |
| 1925 | Mary K. Browne a Helen Willsová Moodyová                 | –   | May Bundy a Elizabeth Ryanová                    | 6-4 6-3                 |
| 1924 | Hazel Hotchkissová Wightmanová a Helen Willsová Moodyová | –   | Eleanor Goss a Marion Jessup                     | 6-4 6-3                 |
| 1923 | Kitty McKane a Phyllis Howkins Covell                    | –   | Hazel Hotchkissová Wightmanová a Eleanor Goss    | 2-6 6-2 6-1             |
| 1922 | Marion Zinderstein Jessup a Helen Willsová Moodyová      | –   | Edith Sigourney a Molla Bjurstedtová             | 6-4 7-9 6-3             |
| 1921 | Mary Browne a Louise Riddell Williams                    | –   | Helen Gilleaudeau a L. G. Morris                 | 6-3 6-2                 |
| 1920 | Marion Zinderstein a Eleanor Goss                        | –   | Eleanor Tennant a Helen Baker                    | 6-3 6-1                 |
| 1919 | Marion Zinderstein a Eleanor Goss                        | –   | Eleanora Sears a Hazel Hotchkissová Wightmanová  | 10-8 9-7                |
| 1918 | Marion Zinderstein a Eleanor Goss                        | –   | Molla Bjurstedtová a Johan Rogge                 | 7-5 8-6                 |
| 1917 | Molla Bjurstedtová a Eleonora Sears                      | –   | Phyllis Walsh a Robert LeRoy                     | 6-2 6-4                 |
| 1916 | Molla Bjurstedtová a Eleonora Sears                      | –   | Louise Raymond a Edna Wildey                     | 4-6 6-2 10-8            |
| 1915 | Hazel Hotchkissová Wightmanová a Eleonora Sears          | –   | Helen McLean a G. L. Chapman                     | 10-8 6-2                |
| 1914 | Mary K. Browne a Louise Riddell Williams                 | –   | Louise Raymond a Edna Wildey                     | 10-8 6-2                |
| 1913 | Mary K. Browne a Louise Riddell Williams                 | –   | Dorothy Green a Edna Wildey                      | 12-10 2-6 6-3           |
| 1912 | Dorothy Green a Mary K. Browne                           | –   | Maud Barger Wallach a Mrs. Frederick Schmitz     | 6-2 5-7 6-0             |
| 1911 | Hazel Hotchkissová a Eleonora Sears                      | –   | Dorothy Green a Florence Sutton                  | 6-4 4-6 6-2             |
| 1910 | Hazel Hotchkissová a Edith Rotch                         | –   | Adelaide Browning a Edna Wildey                  | 6-4 6-4                 |
| 1909 | Hazel Hotchkissová a Edith Rotch                         | –   | Dorothy Green a Lois Moyes                       | 6-1 6-1                 |
| 1908 | Evelyn Sears a Margaret Curtis                           | –   | Carrie Neely a Marion Steever                    | 6-3 5-7 9-7             |
| 1907 | Marie Wimer a Carrie Neely                               | –   | Edna Wildey a Natalie Wildey                     | 6-1 2-6 6-4             |
| 1906 | Ann Burdette Coe a Ethel Bliss Platt                     | –   | Helen Homans a Clover Boldt                      | 6-4 6-4                 |
| 1905 | Helen Homans a Carrie Neely                              | –   | M. F. Oberteuffer a Virginia Maule               | 6-0 6-1                 |
| 1904 | May Suttonová a Miriam Hall                              | –   | Elisabeth Moore a Carrie Neely                   | 3-6 6-3 6-3             |
| 1903 | Elisabeth Moore a Carrie Neely                           | –   | Miriam Hall a Marion Jones                       | 6-4 6-1 6-1             |
| 1902 | Juliette Atkinson a Marion Jones                         | –   | Maud Banks a Nona Closterman                     | 6-2 7-5                 |
| 1901 | Juliette Atkinson a Myrtle McAteer                       | –   | Marion Jones a Elisabeth Moore                   | Forfeit                 |
| 1900 | Edith Parker a Hallie Champlin                           | –   | Marie Wimer a Myrtle McAteer                     | 9-7 6-2 6-2             |
| 1899 | Jane Craven a Myrtle McAteer                             | –   | Maud Banks a Elizabeth Rastall                   | 6-1 6-1 7-5             |
| 1898 | Juliette Atkinson a Kathleen Atkinson                    | –   | Marie Wimer a Carrie Neely                       | 6-1 2-6 4-6 6-1         |
| 1897 | Juliette Atkinson a Kathleen Atkinson                    | –   | F. Edwards a Elizabeth Rastall                   | 6-2 6-1 6-1             |
| 1896 | Elisabeth Moore a Juliette Atkinson                      | –   | A. C. Wistar a Amy Williamsová                   | 6-4 7-5                 |
| 1895 | Helen Hellwig a Juliette Atkinson                        | –   | Elisabeth Moore a Amy Williamsová                | 6-2 6-2 12-10           |
| 1894 | Helen Hellwig a Juliette Atkinson                        | –   | A. C. Wistar a Amy Williamsová                   | 6-4 8-6 6-2             |
| 1893 | Aline Terry a Harriet Butler                             | '–  | Augusta Schultz a Miss Stone                     | 6-4 6-3                 |
| 1892 | Mabel Cahill a Adeline McKinlay                          | –   | A. H. Harris a Amy Williamsová                   | 6-1 6-3                 |
| 1891 | Mabel Cahill a Emma Leavitt Morgan                       | –   | Grace Roosevelt a Ellen Roosevelt                | 2-6 8-6 6-4             |
| 1890 | Ellen Roosevelt a Grace Roosevelt                        | –   | Bertha Townsend a Margarette Ballard             | 6-1 6-2                 |
| 1889 | Margarette Ballard a Bertha Townsend                     | –   | Marian Wright a Laura Knight                     | 6-0 6-2                 |